# 乔德斯
乔德斯，是西班牙阿拉贡自治区萨拉戈萨省的一个市镇。 总面积16平方公里，总人口117人（2001年），人口密度7人/平方公里。